# Лаг часовий
Лаґ часови́й (рос. временной лаг; англ. time lag; нім. temporales Log n) — економічний показник, що відображає відставання або випередження у часі одного економічного явища (причини) порівняно з іншим, пов'язаним з ним явищем (наслідком).
Часовий лаг становить значну перешкоду для економічного планування, оскільки період, протягом якого одне економічне явище (причина) призведе до остаточного виникнення іншого економічного явища (наслідку), може становити навіть до 18 місяців.